# くつぞこの煮付け
くつぞこの煮付け（くつぞこのにつけ）、くちぞこの煮付け（くちぞこのにつけ）は有明海沿岸地域の郷土料理。シタビラメの煮付けである。
有明海で獲れるシタビラメは、福岡県や長崎県では「くつぞこ」、佐賀県では「くちぞこ」と呼ばれ常食されている。
シタビラメは1年を通して獲れるが、総称であり、実際には時期によって獲れる種類が異なってくる。例えば、コウライアカシタビラメは冬から春までが旬であり、夏から秋にかけてはクロウシノシタが出回る。
シタビラメは皮に臭みがあるので臭みを取るためにショウガや山椒が用いられる。また、酢水に浸けてぬめりをとりのぞく下処理の技法も伝わっている。